# Radikal 151
Radikal 151 mit der Bedeutung „Bohne“ ist eines von 20 der 214 traditionellen Radikale der chinesischen Schrift, die mit sieben Strichen geschrieben werden.
Mit 12 Zeichenverbindungen in Mathews’ Chinese-English Dictionary gibt es nur wenige Schriftzeichen, die unter diesem Radikal im Lexikon zu finden sind.
Radikal „Bohne“ nimmt nur in der Langzeichen-Liste traditioneller Radikale, die aus 214 Radikalen besteht, die 151. Position ein. In modernen Kurzzeichen-Wörterbüchern kann es sich an ganz anderer Stelle finden. Im Neuen chinesisch-deutschen Wörterbuch aus der Volksrepublik China steht es zum Beispiel an 191. Stelle.
Das Piktogramm mit dem pokalartigen Gefäß entstand vermutlich aus der Vorstellung einer Erbsen- oder Bohnenschote, unter der ein Dreifuß stand. 
Als Sinnträger tritt 豆 zum Beispiel in folgenden Zeichen auf: 豇 (in: 豇豆 = Augenbohne), 豌 (in: 豌豆 = Erbse), 豉 (豆豉 als Gewürz verwendete gekochte und gesalzene Sojabohnen).
登 (= hochsteigen) ist ursprünglich ein Opfergefäß. Das Siegelschrift-Zeichen besteht aus Fleisch (肉, bzw. 月) oben und darunter 豆, hier jedoch in seinem Ur-Sinn als Schale auf hohen Beinen. Darunter finden sich zwei Hände. Die Hände heben also die Schale mit der Opfergabe empor.
Als Lautträger tritt 豆 ebenfalls auf, zum Beispiel in 痘 (= Pocken), 逗 (= necken) und in 短 (= kurz).
Die Zahl Eins (一 yi) wird auf Schecks als Geldsumme in Großschreibung 壹 geschrieben. Dieses Zeichen bestand jedoch ursprünglich aus 壶 (hu = Kanne) und 吉 (ji) als Lautträger. Die Bohne 豆 (dou) nimmt in 壹 also nur eine allgemeine Funktion wahr.

## Schriftzeichenverbindungen, die vom Radikal 151 regiert werden
| Striche | Zeichen  |
| ------- | -------- |
| +0      | 豆       |
| +03     | 豇 豈    |
| +04     | 豉       |
| +06     | 豊 豋    |
| +08     | 豌 豍 豎 |
| +10     | 豏       |
| +11     | 豐       |
| +13     | 豑       |
| +18     | 豒       |
| +20     | 豓       |
| +21     | 豔       |

 Im Unicodeblock Kangxi-Radikale ist das Radikal 151 unter der Codepointnummer 12.182 (U+2F96) codiert.